# Hypnella araucariae
Hypnella araucariae là một loài Rêu trong họ Sematophyllaceae. Loài này được (Müll. Hal.) Broth. ex Paris mô tả khoa học đầu tiên năm 1909.